# Golpe de Estado no Império Otomano em 1912

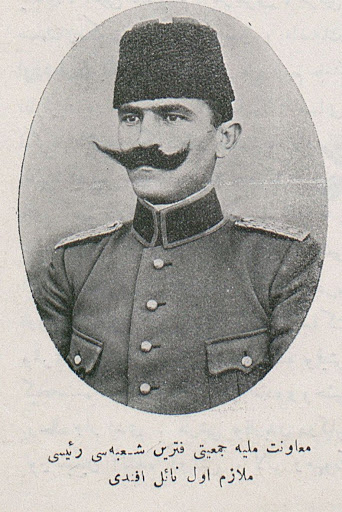
Evvel Nail Efendi, membro dos Oficiais Salvadores e organizador do golpe

Golpe de Estado no Império Otomano em 1912  foi um golpe militar ocorrido em 17 de julho de 1912 no Império Otomano contra o governo do Comitê para a União e o Progresso (CUP) (eleito nas eleições gerais de 1912) por um grupo de oficiais militares que se autodenominavam os Oficiais Salvadores (em turco otomano: Halâskâr Zâbitân; em turco:  Kurtarıcı Subaylar) durante a época da dissolução do Império Otomano. 
Os Oficiais Salvadores são muitas vezes referidos como a ala militar do Partido Acordo e Liberdade  (União Liberal ou Entente Liberal), que se tornou o principal partido da oposição após a eleição de 1912, a qual se tornou notória pelo eleitoralismo e fraude eleitoral pelo Comitê para a União e o Progresso. Os membros do Acordo e Liberdade recrutaram elementos, tais como os oficiais para a sua causa, em protesto. O golpe foi um dos eventos centrais dos anos politicamente voláteis de 1912 e 1913, marcados pela instabilidade política devido à luta pelo poder entre o Comitê para a União e o Progresso e o Acordo e Liberdade, bem como as recém desencadeadas Guerras dos Bálcãs.

## Consequências
A partir do verão de 1912, o Império Otomano foi governado por governos dos Oficiais Salvadores. No entanto, em outubro, a Guerra dos Bálcãs começaria, e o Império Otomano foi derrotado em todas as frentes. Isso daria ao Comitê para a União e o Progresso a oportunidade para recuperar a força. Em janeiro de 1913, a liderança do Comitê para a União e o Progresso lançou um golpe, forçando o governo apoiado pelo Partido Acordo e Liberdade a renunciar sob pressão armada. Os líderes dos Oficiais Salvadores fugiram para o Egito e Albânia.  Os governos do Comitê para a União e o Progresso continuariam até o final da Primeira Guerra Mundial.